# Gaomiao
Gaomiao (chinesisch 高庙遗址, Pinyin Gāomiào yízhǐ) ist eine neolithische Stätte in Hongjiang in der chinesischen Provinz Hunan. Die Stätte wurde 2005 aufgegraben. Dort wurde die früheste weiße Keramik entdeckt.
Die Blütezeit der Gaomiao-Kultur (高庙文化 Gaomiao Wenhua) lag vor 7400 bis 7100 Jahren.
Die Gaomiao-Stätte steht seit 2006 auf der Liste der Denkmäler der Volksrepublik China (6-165).